# Vardanes I
Vardanes I, död 46, var kung av Partherriket mellan 40 och 46 e.Kr.